# Nigronia serricornis
Nigronia serricornis är en insektsart som först beskrevs av Say in Keating 1824.  Nigronia serricornis ingår i släktet Nigronia och familjen Corydalidae. Inga underarter finns listade i Catalogue of Life.